# Lliçà d'Amunt
Lliçà d'Amunt è un comune spagnolo di 14 356 abitanti situato nella comunità autonoma della Catalogna. Lliçà d'Amunt è a 3 km da Granollers, capitale del Vallès Oriental.